# Базяк Ісаак Григорович
Ісаак Григорович Базяк (нар. 1887, Київ — 28 лютого 1967, Нью-Йорк) — український соціал-революціонер. Член Української Центральної Ради (1917), організатор похорону Симона Петлюри (1926).

## Біографія
Закінчив фельдшерське училище. Фельдшер лікарні в Києві. 
Під наглядом царської «охранки» з 1910. 
У 1917 вступив до Партії соціалістів-революціонерів (ПСР). Член Центральної Ради від УПСР, член ЦК УПСР. 
Микола Ковалевський у книзі «При джерелах боротьби»про видання газети «Боротьба» говорить:
|  | Російський поліційний апарат був увесь час наставлений на те, щоб відкрити нашу нелегальну друкарню, але це не вдалося. Ми застосували тактику рухливості!, кожне число «Боротьби» друкувалося в іншому місті. Тут придалися нам наші зв'язки… Найдовше переховувалася наша друкарня в Олександрівській лікарні під опікою нашого внпробуваного товариша Ісаака Базяка, який працював у цій лікарні фельдшером… |

В кінці 1917 року, проживаючи в Києві, Базяк був обраний делегатом Всеросійських Установчих зборів від Західного фронту за списком № 1 (українські соціалісти-революціонери і соціал-демократи). Одночасно він балотувався в Збори в Воронезькому окрузі (за списком українських есерів-інтернаціоналістів).
Співпрацював з формуваннями Українських Січових Стрільців. Брав участь в боях з поляками та більшовиками. У 1920 році емігрував до Австрії, а потім Чехословаччини. 
З 1923 року жив у США. Брав участь в організації українських шкіл та допомоги біженцям в Європі. Перебуваючи в Нью-Йорку,Ісаак Базяк утворив групу допомоги Українському Видавничому Комітетові в Празі для видання збірника творів поета Грицька Чупринки. За гроші ці появився том віршів Грицька Чупринки.
Потім повернувся до Франції. Створив Паризький клуб «Незалежність». 
В час злочинного вбивства С. В. Петлюри Ісаак Базяк жив у Парижі й був близьким до Головного Отамана. Після вбивства Отамана він здивував усіх паризьких українців умінням зорганізувати достойний похорон С. В. Петлюри, коли інші були спаралізовані цим тяжким ударом.
Потім він переїхав до Варшави. Восени 1928 року ініціював створення організаційного комітету, який створив клуб «Прометей». 
Під час Другої світової війни і перші повоєнні роки провів в Німеччині. З 1957 року жив знову у США.
Похований на цвинтарі Баунд-Брук (США).